# Hada López
Pour les articles homonymes, voir López.
Hada López est née à San Salvador en Amérique centrale, et immigre au Québec en 1985. Elle est une architecte de profession, mais elle fait aussi carrière comme écrivaine de littérature jeunesse.

## Biographie
Hada López est née au Salvador. « Sa mère, professeur de biologie au secondaire et poète amateur, et son père, professeur d'espagnol au secondaire et aux adultes, lui ont inculqué le goût du mot juste et celui de l'écriture. » Elle a commencé des études en architecture alors qu'elle était encore au Salvador. En 1980, alors que la guerre civile éclate et que la violence augmente, elle s'expatrie pour aller vivre au Mexique, là où elle complètera son diplôme en architecture. C'est notamment pendant cette guerre civile que son père se fait assassiner. Cinq ans plus tard, en 1985, elle immigre au Québec en tant que réfugiée. Elle est une figure de résilience.
Après avoir fui son pays natal dans des circonstances difficiles et douloureuses, elle s’est intégrée facilement dans la société d'accueil, en plus de réussir à s'épanouir dans une langue, qui lui était étrangère à son arrivée.
En 1990, elle devient membre de l'Ordre des architectes du Québec.
À la naissance de son ainé, elle prend la décision de se consacrer à sa famille. Elle profite de ce son temps libre pour créer « une compagnie de distribution de matériel pédagogique et ludique. Parmi sa clientèle, on compte des institutions telles que le Musée national des Beaux-arts du Québec, le Biodôme de Montréal et des Centres de la petite enfance. » 
Parallèlement à ses activités d'entrepreneuse, elle perfectionne son français écrit. L'intérêt qu'elle porte pour les enfants l'amène à travailler dans une commission scolaire dans la région de Québec. C'est notamment lors de cette expérience qu'elle développera son goût pour l'écriture de littérature jeunesse.
Son activité d'écriture débutera en 2007, à la sortie de Bruine assassine aux Éditions de la paix, le premier volume d'une trilogie intitulée Pedro Libertad. Ce roman lui vaut le Prix Cécile-Gagnon décerné par l'Association des écrivains québécois pour la jeunesse. Dans son écriture, Hada Lopez s'inspire de son vécu, mais aussi de celui des autres et de ses observations. Sa trilogie Pedro Libertad en est un exemple concret. Elle se sert de la littérature jeunesse pour faire la promotion auprès des jeunes de valeurs humaines qui sont la base de la vie en société. Hada López affirme, quant à ses motivations « [C’est] comme un besoin de raconter le pays d’où je viens. »
« Ses livres jeunesse parus depuis le début des années 2000 racontent le Salvador, mais également l’acceptation de l’autre, la tolérance, la solidarité et la générosité. "Je voulais partager des choses drôles pour que les enfants puissent rire, mais aussi comprendre d’où venait l’enfant à côté d’eux à la garderie, dit-elle. […] Le pouvoir de l’écrit peut influencer leur façon de voir les choses." »
En 2011 et en 2018, elle est membre du Jury pour les prix littéraires du Gouverneur général du Canada dans les catégories «Jeunesse» et «Textes francophones». En 2013, elle participe à la première édition de La Virée littéraire. Une école montréalaise pour tous, organisée par l'Association des écrivains pour la jeunesse (AEJQ) et le Ministère de l'Éducation (MELS), une initiative visant à « contribuer à la réussite éducative de tous les élèves issus des milieux défavorisés montréalais en tenant compte de leurs besoins et de leurs ressources. »
Elle collabore aussi à l'émission de Radio-Canada Plus on est de fous, plus on lit !, notamment dans un segment intitulé L'abécédaire du féminisme. Ce segment radiophonique fera l'objet d'une publication en 2016 : L'abécédaire du féminisme chez les éditions Somme toute.
Son livre Chien de secours a été conçu dans le but de faciliter la lecture aux enfants souffrant de dyslexie, à travers le choix des mots, de la police, des caractères et de la mise en page.
Elle continue à donner des ateliers dans des écoles primaires et secondaires. Elle est inscrite au répertoire d'artistes pour les programmes Culture à l'école et Parlez-moi d'un langue, du Ministère de l'Éducation et du Ministère de l'Enseignement supérieur  . Lors de ces ateliers, Mme Lopez raconte son parcours de vie et comment elle s'est rendue à l'écriture. Ces activités permettent de sensibiliser les jeunes à croire en leurs forces et à aimer la langue française.

## Œuvre

### La trilogiePedro Libertad
- Bruine assassine, Saint-Alphonse-de-Granby, Éditions de la paix, 2007, 150 p.  (ISBN 9782895990598)
- Le carnet de Don Antonio, Saint-Alphonse-de-Granby, Éditions de la paix, 2009, 285 p.  (ISBN 9782895990734)
- Arôme de café, Saint-Alphonse-de-Granby, Éditions de la paix, 2012, 215 p.  (ISBN 9782895991038)

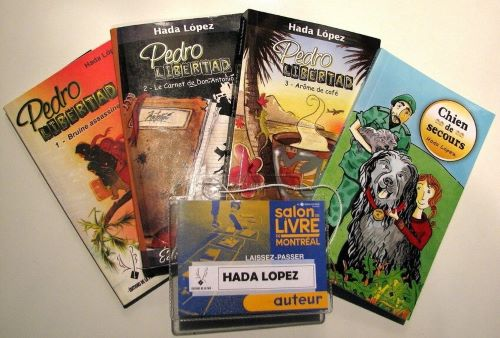

### Autres livres
- Chien de secours, Saguenay, Éditions de la paix, 2013, 64 p.  (ISBN 9782895991250)
- Les découvertes de Papille au Salvador, Québec, Septembre éditeur, 2014, 15 p.  (ISBN 9782894714751)

## Prix et honneurs
- 2007 : Prix Cécile-Gagnon décerné par l'Association des écrivains québécois pour la jeunesse (pour Bruine assassine)[1].
- 2009 : Finaliste du Prix littéraires Radio-Canada (pour Domingo)[1].
- 2011 et 2018 : Membre du Jury pour les Prix du Gouverneur général du Canada dans la catégorie Jeunesse et Texte francophone[7].
- 2013 : Finaliste du Prix Naples raconte crée par l'Université de Naples l'Orientale (pour Domingo)[8].